# 1372 w polityce
Wydarzenia polityczne w 1372 roku.

## Zmarli
- Jan I Scholastyk, książę oświęcimski[1].